# Jena Lee
Jena Lee (* 29. Juni 1987 in Chile) ist eine französische Pop-, Rock- und R&B-Sängerin.

## Biografie
Geboren wurde Jena Lee in Chile, mit neun Monaten wurde sie von einer französischen Familie adoptiert und wuchs in Oloron-Sainte-Marie auf. Schon während ihrer Jugend war sie sehr musikalisch und komponierte ihre eigenen Lieder und es kam sogar der Kontakt mit einem Label zustande. Doch sie schloss erst ihre Schule ab, bevor sie 2006 nach Paris ging.
Bereits ein Jahr später wurde sie als Songwriterin für das Debütalbum der Popstars-Gewinnerin Sheryfa Luna engagiert. An sechs Titeln war sie beteiligt, darunter der Nummer-eins-Hit Quelque part und Comme avant, ein Duett von Luna mit Mathieu Edward, das Platz 3 der französischen Charts erreichte.
Sie strebte aber nach einer eigenen Sängerkarriere und nahm selbst beim Casting-Wettbewerb Urban Music Nation teil, den sie Ende 2008 gewann und der ihr einen Vertrag mit Mercury/Universal einbrachte.
Bis zu ihrer ersten Veröffentlichung dauerte es bis zum Oktober 2009, dann aber hatte ihre Debütsingle auf Anhieb großen Erfolg und stieg auf Platz 1 der französischen Charts ein. Dort hielt sie sich 11 Wochen lang, länger als jede andere Single des Jahres. Mit ihrem Album Vous remercier und der zweiten Single Je me perds erreichte sie jeweils Top-10-Platzierungen.

## Diskografie
Alben
- Vous remercier (2009)
- Ma référence (2010)

Singles
- J’aimerais tellement (2009)
- Je me perds (2009)
- Du style (2010)
- Éternise-moi (feat. Eskemo) (2010)
- US Boy (2010)
- Tu pardonneras (feat. Rohff) (2010)
- Mon Ange (2011)